# Championnat maghrébin des clubs masculin de basket-ball
Le Championnat maghrébin des clubs de basket-ball masculin  est une compétition sportive organisée par l'Union maghrébine de basket-ball (UMBB) et réunissant les clubs maghrébins de basket-ball masculins, apparue pour la première fois lors de la saison  1964-1965.

## Palmarès
| édition et Année                               | Lieu       | Vainqueur        | Finaliste       | Troisième        |
| 1re édition : 28-30 décembre 1965              | Tunis      | Wydad AC         | ES Radès        | Ittihad Tripoli  |
| 2e édition : 29-31 décembre 1966               | Casablanca | Wydad AC         | ES Radès        | USM Alger        |
| 3e édition : 27-29 décembre 1968               | Tunis      | FUS Rabat        | US Radès        | USM Alger        |
| 4e édition: 24-26 mars 1971                    | Tunis      | ES Radès         | FUS Rabat       | Zitouna Tunisie  |
| 5e édition : 27-28 décembre 1974               | Casablanca | CM Casablanca    | CR Nouakchout   | ASGN Algérienne  |
| 6e édition : 26-28 février 1986                | Tunis      | MC Alger         | Wydad AC        | ES goulettoise   |
| 7e édition : 30 décembre 1986-1er janvier 1987 | Alger      | MC Alger         | ES goulettoise  | IRB/ECT Alger    |
| 8e édition : 25-28 février 1988                | Casablanca | ES goulettoise   | SR Annaba       | MP Alger         |
| 9e édition : 21-25 février 1989                | Tunis      | ES goulettoise   | Stade nabeulien | Milaha AHD       |
| 10e édition : 28 novembre - 5 décembre 2012    | Radès      | US Monastirienne | ES Radès        | CRB Dar El Beïda |

### édition 1987
- la 7e édition s'est déroulée entre le 30 décembre 1986 et le 1er janvier 1987 à Alger, avec la participation de trois clubs ; le mpalger, l'irbina Alger et l'équipe tunisienne de nedjm halek el-ouadi oua el-karm (la Goulette) tandis que l'équipe marocaine du far été déclarée forfait. Ce tournoi maghrébin a été disputé sous forme de mini-championnat en aller simple et voici le détail :
- feuille de match : (match d'ouverture), 1re journée.
- mardi 30 décembre 1986 à Alger (salle Harcha Hacène) : la Goulette (Tunisie) bat l'irbina Alger (90-77) mi-temps (42-40).
- la goulette : bousalem (2) , gherbi (7), nabli (9), gherbi (2) benamar (20), elloumi (10), benmessaoud (30), benmessaoud (17), benyeder (30).
- entraineur : Cherif el Habib.
- irbina Alger :
- maali (6), bilal (6), achit, chouiha fouad (17), chouiha azzedine (14), chouiha youcef (8), guedioui (5), touhami, yahia (7), el-habib (14).
- entraineur : rabah terrai.
- arbitres : Djedidi (Algérie) et Djaballah (Tunisie).
  - 2e journée : mercredi 31 décembre 1986 à la salle Harcha Hacène.
- mouloudia des pétroliers d’Alger (mpa) bat l'irbina Alger (83-78), mi-temps (35-41).
- mpalger : malki (11), aktouf kamel (9), slimani mourad (23), mehnaoui (19), benabid (9), zine (2), aktouf faycal (8), sellal (2).
- entraineur : benchemane hamou .
- ittihad el-binaa : maali (8), bilal (14), achit (5), chouiha azzeddine (29), chouiha youcef (3), guedioui (6), touhami (11), yahia (3),
- entraineur : Terrai Rabah.
- arbitres : djaballah (Tunisie) et methlouthi (Tunisie).
  - 3e et dernière journée : jeudi 1er janvier 1987.
- mpalger bat la goulette (80-78), mi-temps (56-32).
  - mpalger : benabid (3), zine (7), malki (12), mehnaoui (11), sellal (6), mehenni (2), aktouf faycal (11), aktouf kamel (10), slimani (25).
- entraineur : hamou benchemane .
  - la goulette : bousalem , gherbi, naili (8), gherbi walid (3), ben aamar (24), el-loumi (6), benmessaoud (17), benmessaoud mounir (12), benyeder (8).
- entraineur : cherif el-habib.
- arbitres : benmeridja (Algérie) et methlouthi (Tunisie).
  -     - classement final :
- 1er- mpalger 4pts-2j-2g-0p-pp 163-pc-156 (diff +7).
- 2e- la goulette  3pts-2j-1g-1p-pp 168-pc- 157 (diff +11).
- 3e- irbinaa 2pts - 2j 0g-2p -pp 155-pc- 173 - (diff -18).
- source : el-mountakheb, numéro 55 du samedi 3 janvier 1987, page 14.

### Par pays
| Pays    | Victoires | Clubs                                                  |
| ------- | --------- | ------------------------------------------------------ |
| Maroc   | 4         | Wydad AC (2), FUS Rabat (1), CM Casablanca (1)         |
| Tunisie | 4         | ES goulettoise (2), ES Radès (1), US Monastirienne (1) |
| Algérie | 2         | MC Alger (2)                                           |

### Par clubs
| Club             | Pays    | Victoires | Années     |
| ---------------- | ------- | --------- | ---------- |
| Wydad AC         | Maroc   | 2         | 1965, 1966 |
| MC Alger         | Algérie | 2         | 1986, 1987 |
| ES goulettoise   | Tunisie | 2         | 1988, 1989 |
| FUS Rabat        | Maroc   | 1         | 1968       |
| ES Radès         | Tunisie | 1         | 1971       |
| CM Casablanca    | Maroc   | 1         | 1974       |
| US Monastirienne | Tunisie | 1         | 2012       |